# Drymobius margaritiferus
Drymobius margaritiferus är en ormart som beskrevs av Schlegel 1837. Drymobius margaritiferus ingår i släktet Drymobius och familjen snokar.
Arten förekommer från södra Texas (USA) och Sonora (Mexiko) över Centralamerika till Colombia. Den lever i låglandet och i bergstrakter upp till 2000 meter över havet. Habitatet varierar mellan fuktiga och torra skogar, buskskogar och savanner. Drymobius margaritiferus besöker även odlingsmark, betesmarker och samhällens kanter. Individerna föredrar landskap med tät undervegetation. Honor lägger ägg som göms i jordhålor eller under andra föremål.
Större förändringar som gjorde landskapet olämplig för ormen är endast från Texas kända. IUCN listar arten som livskraftig (LC).

## Underarter
Arten delas in i följande underarter:
- D. m. margaritiferus
- D. m. fistulosus
- D. m. occidentalis